# 上久保氏
上久保氏（かみくぼし）は日本の氏族のひとつ。上窪とも。

## 概要
上久保氏は信濃国に多く分布している。もとは久保氏か。なお、信濃国の久保氏は本姓を源氏とし、清和天皇第六皇子 貞純親王の王子 経基王の子 満仲の四男 頼信を祖とする河内源氏の系統で、頼信の三男 頼季を祖とする井上氏の傍系 久保氏であるという。
以下は井上氏から久保氏に至る系図である。
```
系譜 源頼季五世、井上忠長―井上太郎長直―窪小太郎長時
```

## 相模国の上久保氏
小田原の戦国大名 後北条氏の家臣に上久保氏あり。天正18年（1590年）6月23日、豊臣秀吉の小田原征伐に伴い行われた八王子城攻めで討ち死にした北条方の武将に上久保助兵衛、同兵衛の名が見える。

## 常陸国の上久保氏
常陸国にも上久保姓多い。本姓は藤原氏、家紋は丸に梅鉢、丸に立ち沢潟を用いるという。尚、幕末維新期に活躍した者に上久保姓の人物が見られるため、以下に記す。
- 上久保平三郎 - 常陸国久慈郡太田村の百姓。天狗党の乱に加わり、捕縛される。武蔵国川越藩次いで江戸佃島に移されて慶応2年（1866年）7月14日、獄死する。享年37。靖国神社合祀[5]。